# Ален Жирес
Ален Жирес (фр. Alain Giresse; Лангоиран, 2. август 1952) је француски фудбалски тренер и бивши играч. Изабран је за фудбалера године 1982, 1983. и 1987. Тренутно је селектор фудбалске репрезентације Републике Косово, једнострано проглашене државе на територији Србије. Такође је био селектор репрезентације Туниса. 

## Каријера

### Клуб
Сениорску каријеру је започео 1970. године у Бордоу, играо је у 519 утакмица, постигавши 158 голова. Године 1986. је потписао уговор са Олимпик Марсељом, за који је играо у 67 утакмица, постигавши 5 голова.

### Репрезентација
Као члан репрезентације Француске играо је на Светском првенству 1982. (четврто место) и 1986. (треће место). Био је члан победничког тима Европског првенства 1984, а заједно са Мишелом Платинијем, Луисом Фернандезом и Жаном Тиганом, формирао је тим Carré Magique (Магични квадрат) у средини терена.

### Тренер
Био је од 1995. до 1998. тренер Тулузе, 1998. Париза Сен Жермена, 1999—2000. поново Тулузе, 2001—2003. АСФАР и 2004—2005. репрезентације Грузије. Ангажован је 2006. као главни тренер репрезентације Габона, а неколико месеци након афричког купа нација 2010. је именован за селектора репрезентације Малија. Био је тренер репрезентације Сенегала 2013—2015. 
Поднео је оставку 7. септембра 2017. на место селектора репрезентације Малија.
У децембру 2017. године понуђено му је упражњено место селектора репрезентације Бенина. У априлу 2018. био је један од 77 кандидата за тренера репрезентације Камеруна.
Постао је 13. децембра 2018. тренер репрезентације Туниса, функцију је напустио августа 2019.

## Успеси

### Клуб
| Клуб           | Сезона  | Лига      | Лига    | Лига   | Куп Француске | Куп Француске | УЕФА    | УЕФА   | Укупно  | Укупно |
| Клуб           | Сезона  | Дивизија  | Наступи | Голови | Наступи       | Голови        | Наступи | Голови | Наступи | Голови |
| -------------- | ------- | --------- | ------- | ------ | ------------- | ------------- | ------- | ------ | ------- | ------ |
| Бордо          | 1970—71 | Прва лига | 24      | 3      | 5             | 0             | -       | -      | 29      | 3      |
| Бордо          | 1971—72 | Прва лига | 27      | 4      | 0             | 0             | -       | -      | 27      | 4      |
| Бордо          | 1972—73 | Прва лига | 22      | 3      | 0             | 0             | -       | -      | 22      | 3      |
| Бордо          | 1973—74 | Прва лига | 31      | 12     | 0             | 0             | -       | -      | 31      | 12     |
| Бордо          | 1974—75 | Прва лига | 36      | 11     | 4             | 1             | -       | -      | 40      | 12     |
| Бордо          | 1975—76 | Прва лига | 30      | 13     | 1             | 0             | -       | -      | 31      | 13     |
| Бордо          | 1976—77 | Прва лига | 37      | 16     | 4             | 0             | -       | -      | 41      | 16     |
| Бордо          | 1977—78 | Прва лига | 35      | 11     | 5             | 4             | -       | -      | 40      | 15     |
| Бордо          | 1978—79 | Прва лига | 38      | 6      | 3             | 1             | -       | -      | 41      | 7      |
| Бордо          | 1979—80 | Прва лига | 37      | 12     | 1             | 0             | -       | -      | 38      | 12     |
| Бордо          | 1980—81 | Прва лига | 34      | 6      | 6             | 2             | -       | -      | 40      | 8      |
| Бордо          | 1981—82 | Прва лига | 34      | 14     | 7             | 4             | 3       | 0      | 44      | 18     |
| Бордо          | 1982—83 | Прва лига | 35      | 12     | 5             | 1             | 6       | 6      | 46      | 19     |
| Бордо          | 1983—84 | Прва лига | 34      | 16     | 5             | 1             | 2       | 1      | 41      | 18     |
| Бордо          | 1984—85 | Прва лига | 36      | 11     | 1             | 0             | 8       | 0      | 45      | 11     |
| Бордо          | 1985—86 | Прва лига | 29      | 9      | 5             | 1             | 2       | 0      | 36      | 10     |
| Бордо          | Укупно  | Укупно    | 519     | 158    | 52            | 15            | 21      | 7      | 592     | 180    |
| Олимпик Марсељ | 1986—87 | Прва лига | 34      | 4      | 8             | 2             | -       | -      | 42      | 6      |
| Олимпик Марсељ | 1987—88 | Прва лига | 33      | 1      | 1             | 0             | 7       | 1      | 41      | 2      |
| Олимпик Марсељ | Укупно  | Укупно    | 67      | 5      | 9             | 2             | 7       | 1      | 83      | 8      |
| Укупно         | Укупно  | Укупно    | 586     | 163    | 61            | 17            | 28      | 8      | 675     | 188    |

### Репрезентација
| Француска |         |        |
| Година    | Наступи | Голови |
| 1974      | 1       | 0      |
| 1975      | 0       | 0      |
| 1976      | 0       | 0      |
| 1977      | 2       | 0      |
| 1978      | 2       | 0      |
| 1979      | 0       | 0      |
| 1980      | 0       | 0      |
| 1981      | 5       | 0      |
| 1982      | 11      | 3      |
| 1983      | 4       | 0      |
| 1984      | 10      | 2      |
| 1985      | 5       | 1      |
| 1986      | 7       | 0      |
| Укупно    | 47      | 6      |

## Успеси

### Клуб

#### Бордо
- Прва лига Француске: 1983—84, 1984—85.
- Куп Француске: 1985—86.[9]

### Репрезентација

#### Француска
- Европско првенство: 1984.
- Трофеј Артемио Франки: 1985.
- Светско првенство: треће место 1986.[9]

### Индивидуални
- Европско првенство: 1984.[10]
- Златни Онз: 1982.
- Златна лопта: другопласирани 1982.[11]
- Играч године: 1982, 1983, 1987.[12]
- Национални орден Легије части: 2006.[1]

### Тренер

#### Париз Сен Жермен
- Суперкуп Француске: 1998.[13]

#### ФАР Рабат
- Куп Марока: 2003.[13]

#### Малија
- Афрички куп нација: треће место 2012.[14][15]